# Salomona bradleyniana
Salomona bradleyniana är en insektsart som beskrevs av Willemse, C. 1959. Salomona bradleyniana ingår i släktet Salomona och familjen vårtbitare. Inga underarter finns listade i Catalogue of Life.